# الحبيب مبارك
الحبيب مبارك ولد في 7 أغسطس 1951 في قفصة، هو طبيب ودبلوماسي وسياسي تونسي.

## السيرة الذاتية

### الدراسة والمسار المهني
زاول الحبيب مبارك تعليمه العالي في جامعة بوردو في فرنسا، تحديدا في كلية الطب والصيدلة أين تحصل على شهادة الدراسات العليا فاختصاص البيولوجيا.

بدأ عمله في المستشفى الجهوي بقفصة كرئيس قسم الصيدلة ومخبر البيولوجيا بين 1977 و1984. تولى خلال الفترة ذاتها التدريس بمدرسة التمريض والبيولوجيا بقفصة.

### المسار السياسي
بين 1985 و1990، شغل منصب عمدة مدينة قفصة مسقط رأسه. كعضو في حزب التجمع الدستوري الديمقراطي، كان في البداية أمين عام لجنة التنسيق للحزب في قفصة. بين 2000 و2001، كان الأمين العام المساعد المكلف بالشباب والتربية، ثم الأمين العام المساعد المكلف بالعلاقات الخارجية في الحزب. 

كان أيضا نائبا في مجلس النواب التونسي عن دائرة قفصة الانتخابية: بعد انتخابات 2 أبريل 1989 في المدة النيابية الثامنة، ثم انتخابات 20 مارس 1994 في المدة النيابية التاسعة، ثم انتخابات 24 أكتوبر 1999 في المدة النيابية العاشرة. أثناء مدة نيابته، ترأس لجنة الصحة والشؤون الاجتماعية ولجنة الفلاحة والتجارة والصناعة، وشغل أيضا عضوية اللجنة البرلمانية المكلفة بالعلاقة مع الاتحاد الأوروبي، واللجنة التنفيذية للبرلمان الأفريقي، وعضو مجلس الشورى المغاربي.

تقلد الحبيب مبارك عدة مناصب في السلك الدبلوماسي، حيث عين كسفير لتونس في إسبانيا بين 2004 و2007، ثم سفيرا لتونس في الجزائر بين 2007 و2011.

في 8 أكتوبر 2001 عين في منصب وزير الصحة العمومية في حكومة محمد الغنوشي الأولى وذلك حتى 10 نوفمبر 2004.

عين في 17 يناير 2011 لمدة قصيرة جدا في منصب وزير الفلاحة والبيئة في حكومة محمد الغنوشي الثانية حيث غادره بعد أيام في 27 يناير.

## الحياة الخاصة
الحبيب مبارك متزوج وأب لأربعة أبناء.